# Adam Schwarz

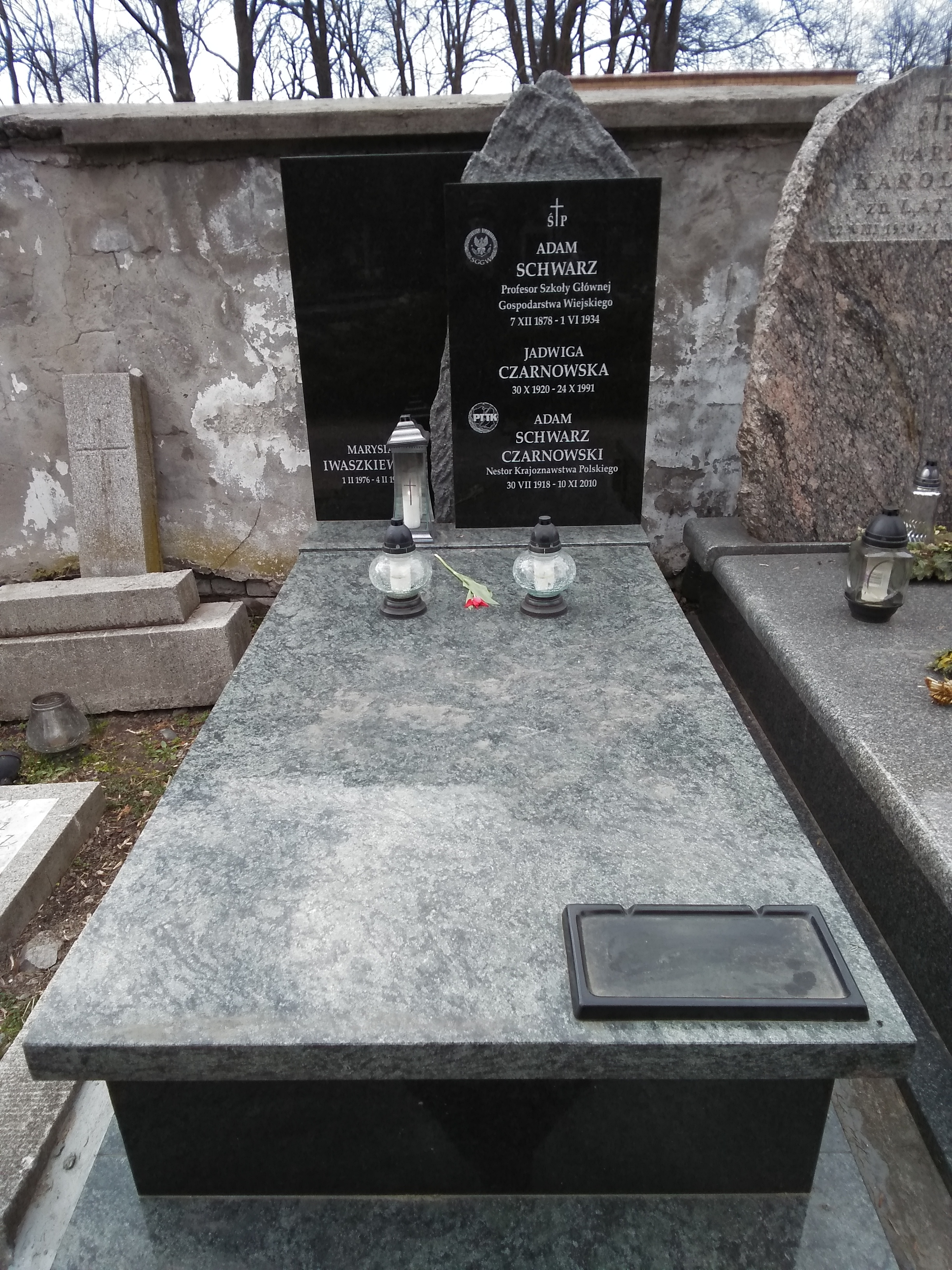
Grób Adama Schwarza na cmentarzu Powązkowskim

Adam Schwarz (ur. 7 grudnia 1878 w Krakowie, zm. 1 czerwca 1934 w Warszawie) – polski inżynier leśnictwa.

## Życiorys
Syn Henryka Schwarza i Teresy z domu Seifert. W 1896 ukończył naukę w gimnazjum i wyjechał do Wiednia, gdzie przez trzy lata studiował w Hochschule für Bodenkultur. Po uzyskaniu tytułu inżyniera leśnictwa i odbyciu stażu rozpoczął pracę w lwowskiej Dyrekcji Lasów, a od 1906 zarządzał państwowym nadleśnictwem w Suchodole. Po wybuchu I wojny światowej został zmobilizowany do armii austriackiej, po roku został skierowany do pracy w administracji leśnej, kierował obwodami leśnymi w Dąbrowie Górniczej, a następnie w Kielcach. W 1916 został powołany na stanowisko dyrektora lasów w Lublinie, prowadził działania, dzięki którym udało mu się obronić lasy Gór Świętokrzyskich m.in. Puszczę Jodłową przed rabunkowym wyrębem. Po odzyskaniu przez Polskę niepodległości został naczelnikiem Wydziału Administracji w Departamencie Leśnictwa Ministerstwie Rolnictwa i Dóbr Państwowych i zajmował to stanowisko przez dwa lata. Od 1920 był zastępcą profesora i zorganizował, a następnie kierował Zakładem Użytkowania Lasu i Mechanicznej Technologii Drewna na Wydziale Leśnym Szkoły Głównej Gospodarstwa Wiejskiego w Warszawie. Od 1922 był kierownikiem naukowym Lasów Doświadczalnych SGGW w Rogowie, prowadził badania nad zawartością wody w drewnie i zamrozi w budulcu oraz zainicjował badania nad żywicowaniem sosny pospolitej. W 1923 uzyskał tytuł profesora nadzwyczajnego, od 1925 do 1925 pełnił funkcję dziekana Wydziału Leśnego. Poza pracą w SGGW był wykładowcą encyklopedii leśnictwa na Wydziale Geodezji Politechniki Warszawskiej i leśnictwa w Państwowej Szkole Mierniczej w Warszawie. Od 1927 przez cztery lata był początkowo wiceprezesem, a następnie prezesem Związku Zawodowego Leśników. W roku akademickim 1928/1929 dojeżdżał do Lwowa, gdzie prowadził wykłady z użytkowania lasu na tamtejszej Politechnice. W 1929 doprowadził do przekształcenia Zakładu Użytkowania Lasu i Mechanicznej Technologii Drewna w samodzielną katedrę.
Adam Schwarz był odznaczony fińskim Krzyżem Komandorskim Orderu "Białej Róży". Jego synem był Adam Czarnowski.
Spoczywa na cmentarzu Powązkowskim (pod murem ul. Tatarskiej, grób 328).